# Glimboca
Glimboca là một xã thuộc hạt Caraș-Severin, România. Dân số thời điểm năm 2002 là 1932 người.